# یونیون سیتی (ایندیانا)
یونیون سیتی، ایندیانا (به انگلیسی: Union City, Indiana) یک شهر در ایالات متحده آمریکا با جمعیت ۳٬۵۸۴ نفر است که در ایندیانا واقع شده‌است.

## موقعیت جغرافیایی
موقعیت جغرافیایی شهرها و مناطق اطراف به شرح زیر است: